# Veronica peregrina
Espèce
La véronique voyageuse, parfois appelée véronique étrangère (Veronica peregrina L.), est une espèce végétale adventice aujourd'hui répandue çà et là en Europe. Originaire d'Amérique du Sud, la plante se distingue des autres véroniques par ses fleurs blanches, parfois bleu clair. Dans ce dernier cas, elle peut facilement être confondue avec Veronica arvensis, la véronique des champs. Elle appartient au genre Veronica et à la famille des Plantaginaceae (les véroniques étaient auparavant classées dans les Scrophulariaceae).

## Description

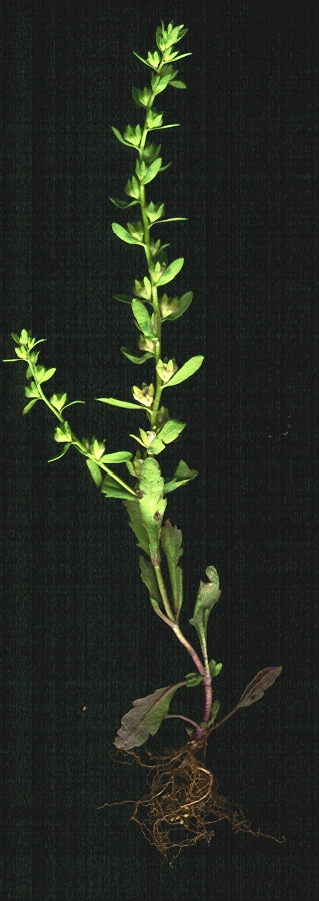
Plante entière

### Morphologie générale et végétative
Plante herbacée glabre, érigée, ne dépassant pas 30 cm[réf. nécessaire], souvent ramifiée dès la base. Feuilles ovales à lancéolées, les inférieures opposées et légèrement pétiolées, grossièrement dentées, les supérieures alternes et sessiles.

### Morphologie florale
L'inflorescence est un petit racème se formant à l'aisselle des feuilles supérieures. Les fleurs, hermaphrodites, sont minuscules (moins de 5 mm[réf. nécessaire]), à quatre lobes généralement blanchâtres, parfois bleu clair, dépassant à peine les sépales.

### Fruit et graines
Les fruits sont des capsules à deux lobes formant un cœur et contenant de nombreuses graines.

## Répartition et habitat
Plante annuelle aimant les terrains vagues ou cultivés, plutôt humides, et les bords de cours d'eau. 
Elle est originaire de l'Amérique du Sud, d'où les qualificatifs de voyageuse ou étrangère qui lui sont attribués. Elle est naturalisée dans une bonne partie de l'Europe, en particulier en Belgique où c'est une adventice des cultures maraîchères et des champs de betterave. En France, on la rencontre surtout en Alsace et en Lorraine, ainsi que dans le Nord.